# Le Déclin de l'empire américain
Le Déclin de l'empire américain (literalment en català "El declivi de l'imperi americà") és una pel·lícula quebequesa escrita i realitzada el 1986 per Denys Arcand. El mateix autor en va filmar una continuació el 2003, Les Invasions barbares, 17 anys després i amb els mateixos vuit actors principals.

## Argument
A la tardor, a la regió de Mont-real, quatre homes i quatre dones, la majoria universitaris, es preparen per passar el cap de setmana a la casa de camp de la parella Louise i Rémy. Mentre que els homes preparen el menjar a la casa, les dones practiquen els seus exercicis en el gegantí centre esportiu universitari. Durant les hores que precedeixen la retrobada, ells parlen sobre la seva vida, sobretot sobre les seus hàbits sexuals. Els mateixos esdeveniments, relatats pels homes i per les dones, difereixen de vegades al punt que se no sap on es troba la veritat (l'epíleg de la pel·lícula és exemplar).
Les discussions dels vuit personatges, començades des de la seva retrobada, segueixen mentre dinen i fins de matinada, aportant un munt de reflexions, descobertes i revelacions que sacsejaran la vida d'alguns d'ells.

## Repartiment
- Dominique Michel: Dominique
- Dorothée Berryman: Louise
- Louise Portal: Diane
- Pierre Curzi: Pierre
- Rémy Girard: Rémy
- Yves Jacques: Claude
- Geneviève Rioux: Danielle
- Daniel Brière: Alain
- Gabriel Arcand: Mario
- Évelyn Regimbald
- Lisette Guertin
- Alexandre Remy
- Ariane Frédérique
- Jean-Paul Bongo

## Crítica
- Télérama:[1] « L'audàcia de la pel·lícula, és jugar-s'ho tot al diàleg : en principi (homes contra dones), a continuació creuat (tots junts). De vegades, molesten les facilitats de llenguatge que busquen impressionar o a fer riure massa fàcilment. Le Déclin de l'empire américain és també, a la seva manera — a través d'una sèrie de petites històries —, una reflexió sobre la Història (referències a la caiguda de l'Imperi romà). Com indica el seu títol, és una pel·lícula sobre el final d'un món, el nostre, que, a força de córrer després de la felicitat, corre cap a la seva pèrdua. »